# Enoplognatha orientalis
Espèce
Synonymes
- Enoplognatha mandibularis orientalis Schenkel, 1963

Enoplognatha orientalis est une espèce d'araignées aranéomorphes de la famille des Theridiidae.

## Distribution
Cette espèce est endémique du Gansu en Chine,.

## Publication originale
- Schenkel, 1963 : Ostasiatische Spinnen aus dem Muséum d'Histoire naturelle de Paris. Mémoires du Muséum national d'Histoire naturelle, Paris (A, Zoologie), vol. 25, p. 1-481.